# Jean-Louis Koula
Pour les articles homonymes, voir Koula.
Jean-Louis Koula né en 1950 à Mona en Côte d’Ivoire, est un réalisateur et scénariste ivoirien.

## Enfance et études
Jean-Louis Koula a fait ses études secondaires à Abidjan puis à Lyon. Il a aussi étudié au Conservatoire Libre du Cinéma Français (CLCF) à Paris, d’où il sort diplômé réalisateur. Ayant réalisé vingt court-métrages pour la société ivoirienne du cinéma, Jean-Louis a également enseigné aux États-Unis,, notamment en encadrant des étudiants en réalisation. Assistant sur le film La victoire en chantant de Jean-Jacques Annaud,, il se fait connaître du grand public par Adja Tio (À cause de l’héritage), son premier long métrage qu’il réalise en 1980.
Jean-Louis Koula a été dépossédé du projet du film "Les frasques d'Ebinto" en raison de la demande de l'auteur Amadou Koné de récupérer les droits du roman sur lequel le film était basé,. 

## Vie privée
Jean-Louis Koula est en concubinage.

## Filmographie
- 1987 : Les petits métiers d’Abidjan
- 1986 : Carnaval de Bonoua
- 1986 : Textiles africains : des créateurs, pour quoi faire ?
- 1980 : Adja Tio (À cause de l’héritage)
- 1980 : La Côte d’Ivoire et la mer
- 1980 : Les métiers du bâtiment
- 1978 : Les masques Guérés

## Distinctions

### Nomination
- Festival des 3 continents 2020 : Fiction pour Adja Tio[9]